# Johannes Schneider
Johannes Schneider (Lipsia, 5 agosto 1887 – Vitry-le-François, 8 settembre 1914) è stato un calciatore tedesco, di ruolo portiere.

## Palmarès

### Club

#### Competizioni nazionali
- Campionato tedesco: 2

VfB Lipsia: 1905-1906, 1912-1913